# Жильбер Фесселє
Жильбер Фесселє (фр. Gilbert Fesselet, 16 квітня 1928, Ла-Шо-де-Фон — 27 квітня 2022) — швейцарський футболіст, що грав на позиції захисника, зокрема, за клуби «Ла Шо-де-Фон» та «Лозанна», а також національну збірну Швейцарії.
Дворазовий чемпіон Швейцарії. Двічі володар кубка Швейцарії.

## Клубна кар'єра
У футболі дебютував 1952 року виступами за команду «Берн», в якій провів один сезон. 
Своєю грою за цю команду привернув увагу представників тренерського штабу клубу «Ла Шо-де-Фон», до складу якого приєднався 1953 року. Відіграв за команду з Ла Шо-де-Фона наступні чотири сезони своєї ігрової кар'єри. За цей час став дворазовим чемпіоном Швейцарії і двічі вигравав кубок Швейцарії.
1957 року перейшов до клубу «Лозанна», за який відіграв 4 сезони. Завершив професійну кар'єру футболіста виступами за команду «Лозанна» у 1961 році.

## Виступи за збірну
1954 року дебютував в офіційних матчах у складі національної збірної Швейцарії. Протягом кар'єри у національній команді провів у її формі 7 матчів.
Був присутній в заявці збірної на чемпіонаті світу 1954 року у Швейцарії, але на поле не виходив. 

## Титули і досягнення
- Чемпіон Швейцарії (2):

«Ла Шо-де-Фон»: 1953-1954, 1954-1955
- Володар кубка Швейцарії (2):

«Ла Шо-де-Фон»: 1953-1954, 1954-1955